# Слойково
 Слойково — деревня в Смоленской области России, в Дорогобужском районе. Расположена в центральной части области в 10 км к западу от Дорогобужа, у автодороги Р134 «Старая Смоленская дорога» Смоленск — Дорогобуж — Вязьма — Зубцов, на правом берегу реки Ужа.
Население — 305 жителей (2007 год). Административный центр Усвятского сельского поселения.

## История
Известна как минимум с 1621 года («починок Славиков», полученный Салтыковыми вместе с Андреевским и Мохначёвым из поместья Алексея Плещеева). Впоследствии деревни были переданы во владение Бизюкову монастырю. Во второй половине XX века, основная часть села переместилась на правый берег Ужи, на место бывших деревень Мохначёво, Власово и Андреевское.
До 5 июня 2017 года деревня была административным центром Слойковского сельского поселения.

## Экономика
Почтовое отделение, библиотека, сельский дом досуга (ДК), магазин РАЙПО, база отдыха, СТО (автомастерская местного ИП)